# St. Nikolaus (Reifenberg)

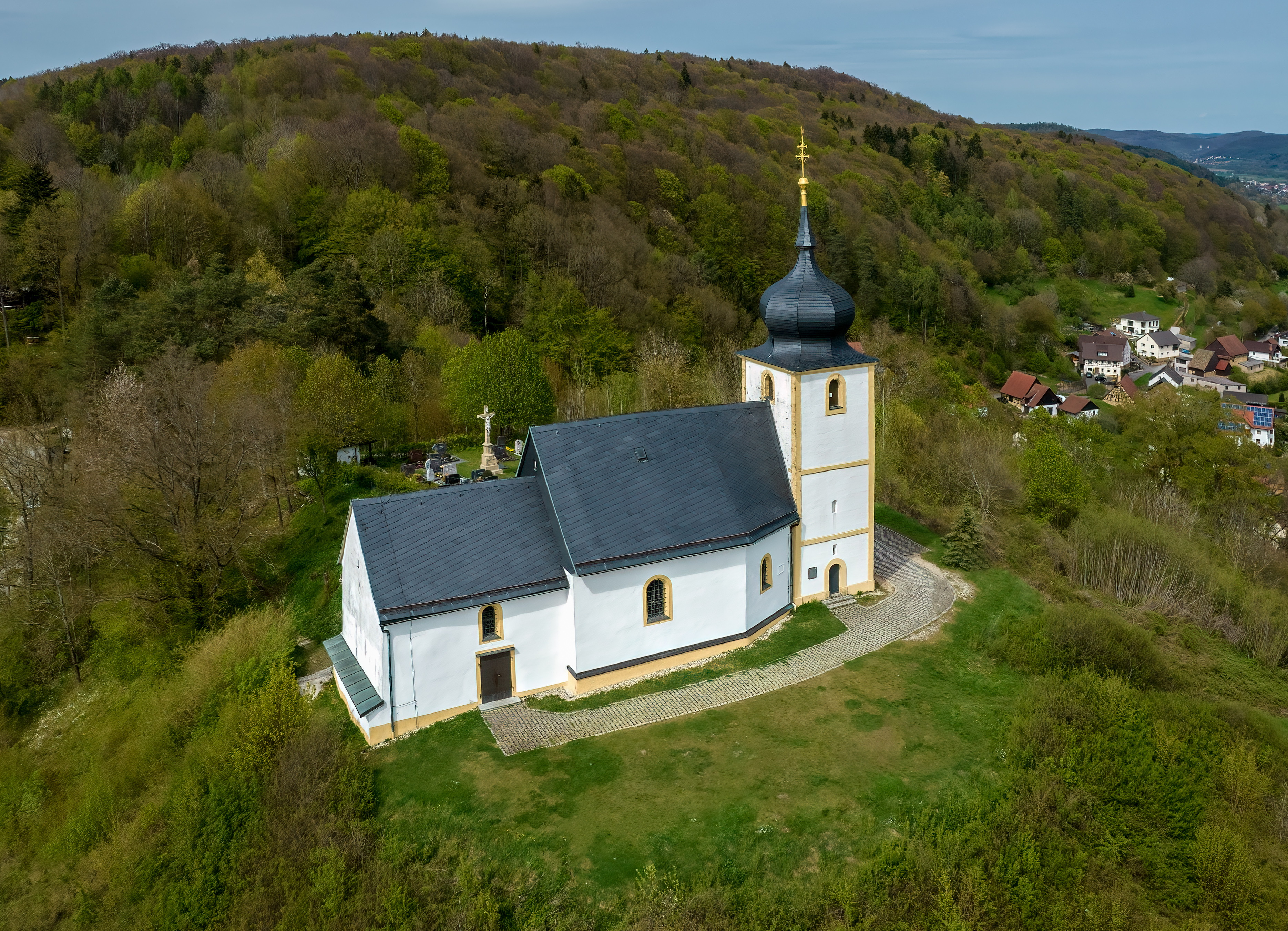
St. Nikolaus in Reifenberg

Die römisch-katholische, denkmalgeschützte Filialkirche St. Nikolaus steht in Reifenberg, einem Gemeindeteil von Weilersbach im Landkreis Forchheim (Oberfranken, Bayern). Das Bauwerk ist unter der Denkmalnummer D-4-74-171-31 als Baudenkmal in der Bayerischen Denkmalliste eingetragen. Die Kirche gehört zur Pfarrei St. Bartholomäus in Kirchehrenbach im Erzbistum Bamberg.

## Beschreibung
Auf den Resten der ehemaligen Burgkapelle wurde 1607 der Chor gebaut, der 1607 nach Osten um das mit einem Satteldach bedeckte Langhaus erweitert wurde. Der Kirchturm im Osten, der mit einer spätbarocken Zwiebelhaube bedeckt ist, wurde 1792 angebaut. Die Kirchenausstattung, bestehend aus Hochaltar, zwei Seitenaltären und Volksaltar, ist neugotisch. Unter den Statuen ragt besonders die von Friedrich Theiler geschaffene heilige Barbara heraus.